# Далила, Ариф
Ариф Далила (родился в 1942 году в Латакии) — сирийский экономист и бывший декан экономического факультета Университета Дамаска. В настоящее время он работает старшим экономическим исследователем в исследовательском центре Orient в ОАЭ. В 2002 году он был приговорён к десяти годам тюремного заключения по обвинению в «попытке искажения конституции, подстрекательства к вооружённому мятежу и распространении ложной информации». Причиной послужила его политическая деятельность в период Дамасской весны, он находился в тюрьме до 2008 года, когда его освободили по президентскому помилованию.

## Биография

### Академическая карьера
Далила получил докторскую степень по экономике в Московском университете. В 1980-х годах он работал в Кувейте. Позже вернулся в Сирию, заняв пост декана экономического факультета в Университете Дамаска. Однако в 1998 году ему запретили преподавать, якобы из-за критики экономической политики президента Хафеза Асада.
После увольнения он безуспешно пытался занять место в Народном совете Сирии.

### Тюремное заключение
В 2000 году Далила принимал активное участие в событиях Дамасской весны. Это название использовалось в период политических событий, последовавших за смертью бывшего президента Асада в июне 2000 года и приходом на пост президента его сына Башара Асада. 9 сентября 2001 года во время массовых репрессий против активистов Дамасской весны Далила был арестован в Дамаске. По сообщениям, это случилось после лекции, в которой говорилось о большей демократии и прозрачности в правительстве и борьбе с коррупцией. Лекция называлась «Сирийская экономика: проблемы и решения», в ней говорилось об ухудшающейся экономике Сирии, звучали призывы к отмене государственных монополий.
Адвокат Далилы Анвар аль-Банни сообщил, что полиция избивала его подзащитного во время допроса, представив в качестве доказательства окровавленный носовой платок. После принятия обвинения аль-Банни было запрещено выступать в Высшем суде государственной безопасности. 31 июля 2002 года Далила был приговорён к десяти годам тюремного заключения.
Франция и США возражали против тюремного заключения Далилы и настаивали на его освобождении. В 2006 году президент США Джордж Буш назвал Далилу в своей речи политическим узником, несправедливо заключённым в тюрьму Сирией. Президент Асад ответил, что жалобы доходят до иностранного вмешательства во внутренние дела Сирии. Впоследствии Amnesty International признал Далилу узником совести. PEN American Center также выразил протест против его приговора, заявив, что судебный процесс «не соответствует международным стандартам».
Во время тюремного заключения Далила страдал от диабета и сердечных заболеваний, перенёс операцию на сердце. Как сообщается, оба недуга усугубились из-за плохих условий его содержания. В июле 2005 года он начал голодовку в знак протеста против этих условий. В мае 2006 года он также перенёс инсульт.
7 августа 2008 года он был освобождён из тюрьмы по президентскому помилованию, таким образом он отбыл самое длительное заключение среди деятелей Дамаскинской весны. Он пробыл в заточении семь лет от назначенного десятилетнего наказания, большую часть срока провёл в одиночной камере.

### Роль в гражданской войне
Когда в 2011 году в ходе движения Арабской весны началась гражданская война в Сирии, Далила активно пытался умиротворить религиозную напряжённость в своем родном городе Латакия.
Позднее он работал в исполнительной комиссии Национального координационного комитета за демократические перемены — политического блока, призывающего к демократическим реформам и выступающего против президента Асада. Он критикует более широкий оппозиционный альянс, Сирийский национальный совет, заявляя, что ситуация в Сирии продолжает ухудшаться с момента начала войны: «Вместо решения проблемы он [Совет] усложнил ситуацию».